# سوپرجام اروپا
سوپرجام اروپا (به انگلیسی: UEFA Super Cup) مسابقهٔ فوتبالی است که هر سال بین تیم‌های قهرمان لیگ قهرمانان اروپا و لیگ اروپا (که سابقاً با نام جام یوفا برگزار می‌شد) انجام می‌شود. تا قبل از منحل شدن جام برندگان جام اروپا، بازی سوپرجام بین قهرمان لیگ قهرمانان اروپا و قهرمان جام برندگان جام اروپا برگزار می‌شد.
دارندهٔ کنونی جام پاریس سن ژرمنقهرمان لیگ قهرمانان اروپا است که در سال ۲۰۲۵ تاتنهامقهرمان لیگ اروپا را با نتیجه ۲–۲ در ضربات پنالتی(۴-۳ )شکست دادند. رئال مادرید همچنین موفق‌ترین تیم این رقابت‌ها است که شش بار این جام را کسب کرده است و همراه بارسلونا تنها تیم هایی هستند که توانسته اند ۹بار به فینال این مسابقات راه یابند.

## سوابق و آمار

### قهرمانان
| باشگاه             | قهرمان | نایب‌قهرمان | سال‌های قهرمانی                     | سال‌های نایب‌قهرمانی           |
| ------------------ | ------ | ---------- | ---------------------------------- | ---------------------------- |
| رئال مادرید        | ۶      | ۳          | ۲۰۰۲، ۲۰۱۴، ۲۰۱۶، ۲۰۱۷، ۲۰۲۲، ۲۰۲۴ | ۱۹۹۸، ۲۰۰۰، ۲۰۱۸             |
| بارسلونا           | ۵      | ۴          | ۱۹۹۲، ۱۹۹۷، ۲۰۰۹، ۲۰۱۱، ۲۰۱۵       | ۱۹۷۹، ۱۹۸۲، ۱۹۸۹، ۲۰۰۶       |
| آ.ث. میلان         | ۵      | ۲          | ۱۹۸۹، ۱۹۹۰، ۱۹۹۴، ۲۰۰۳، ۲۰۰۷       | ۱۹۷۳، ۱۹۹۳                   |
| لیورپول            | ۴      | ۲          | ۱۹۷۷، ۲۰۰۱، ۲۰۰۵، ۲۰۱۹             | ۱۹۷۸، ۱۹۸۴                   |
| اتلتیکو مادرید     | ۳      | ۰          | ۲۰۱۰، ۲۰۱۲، ۲۰۱۸                   | —                            |
| بایرن مونیخ        | ۲      | ۳          | ۲۰۱۳، ۲۰۲۰                         | ۲۹۷۵، ۱۹۷۶، ۲۰۰۱             |
| چلسی               | ۲      | ۳          | ۱۹۹۸، ۲۰۲۱                         | ۲۰۱۲، ۲۰۱۳، ۲۰۱۹             |
| آژاکس آمستردام     | ۲      | ۱          | ۱۹۷۳، ۱۹۹۵                         | ۱۹۸۷                         |
| اندرلشت            | ۲      | ۰          | ۱۹۷۶، ۱۹۷۸                         | —                            |
| والنسیا            | ۲      | ۰          | ۱۹۸۰، ۲۰۰۴                         | —                            |
| یوونتوس            | ۲      | ۰          | ۱۹۸۴، ۱۹۹۶                         | —                            |
| سویا               | ۱      | ۵          | ۲۰۰۶                               | ۲۰۰۷، ۲۰۱۴، ۲۰۱۵، ۲۰۱۶، ۲۰۲۰ |
| پورتو              | ۱      | ۳          | ۱۹۸۷                               | ۲۰۰۳، ۲۰۰۴، ۲۰۱۱             |
| منچستر یونایتد     | ۱      | ۳          | ۱۹۹۱                               | ۱۹۹۹، ۲۰۰۸، ۲۰۱۷             |
| دینامو کی‌یف        | ۱      | ۱          | ۱۹۷۵                               | ۱۹۸۶                         |
| ناتینگهام فارست    | ۱      | ۱          | ۱۹۷۹                               | ۱۹۸۰                         |
| استون ویلا         | ۱      | ۰          | ۱۹۸۲                               | —                            |
| آبردین             | ۱      | ۰          | ۱۹۸۳                               | —                            |
| استوا بخارست       | ۱      | ۰          | ۱۹۸۶                               | —                            |
| مشلان              | ۱      | ۰          | ۱۹۸۸                               | —                            |
| پارما              | ۱      | ۰          | ۱۹۹۳                               | —                            |
| لاتزیو             | ۱      | ۰          | ۱۹۹۹                               | —                            |
| گالاتاسرای         | ۱      | ۰          | ۲۰۰۰                               | —                            |
| زنیت سن پترزبورگ   | ۱      | ۰          | ۲۰۰۸                               | —                            |
| هامبورگ            | ۰      | ۲          | —                                  | ۱۹۷۷، ۱۹۸۳                   |
| پی‌اس‌وی آیندهوون    | ۰      | ۱          | —                                  | ۱۹۸۸                         |
| سمپدوریا           | ۰      | ۱          | —                                  | ۱۹۹۰                         |
| ستاره سرخ بلگراد   | ۰      | ۱          | —                                  | ۱۹۹۱                         |
| وردر برمن          | ۰      | ۱          | —                                  | ۱۹۹۲                         |
| آرسنال             | ۰      | ۱          | —                                  | ۱۹۹۴                         |
| رئال ساراگوسا      | ۰      | ۱          | —                                  | ۱۹۹۵                         |
| پاری سن-ژرمن       | ۱      | ۱          | ۲۰۲۵                               | ۱۹۹۶                         |
| بروسیا دورتموند    | ۰      | ۱          | —                                  | ۱۹۹۷                         |
| فاینورد            | ۰      | ۱          | —                                  | ۲۰۰۲                         |
| زسکا مسکو          | ۰      | ۱          | —                                  | ۲۰۰۵                         |
| شاختار دونتسک      | ۰      | ۱          | —                                  | ۲۰۰۹                         |
| اینتر میلان        | ۰      | ۱          | —                                  | ۲۰۱۰                         |
| ویارئال            | ۰      | ۱          | —                                  | ۲۰۲۱                         |
| آینتراخت فرانکفورت | ۰      | ۱          | —                                  | ۲۰۲۲                         |
| آتالانتا           | ۰      | ۱          | —                                  | ۲۰۲۴                         |

### بر پایهٔ کشور
| ملیت               | قهرمان | نائب قهرمان | مجموع |
| ------------------ | ------ | ----------- | ----- |
| اسپانیا            | ۱۷     | ۱۵          | ۳۲    |
| انگلستان           | ۱۰     | ۱۰          | ۲۰    |
| ایتالیا            | ۹      | ۵           | ۱۴    |
| بلژیک              | ۳      | ۰           | ۳     |
| آلمان              | ۲      | ۸           | ۱۰    |
| هلند               | ۲      | ۳           | ۵     |
| پرتغال             | ۱      | ۳           | ۴     |
| روسیه              | ۱      | ۱           | ۲     |
| اتحاد جماهیر شوروی | ۱      | ۱           | ۲     |
| رومانی             | ۱      | ۰           | ۱     |
| اسکاتلند           | ۱      | ۰           | ۱     |
| ترکیه              | ۱      | ۰           | ۱     |
| فرانسه             | ۱      | ۱           | ۲     |
| اوکراین            | ۰      | ۱           | ۱     |
| یوگسلاوی           | ۰      | ۱           | ۱     |

### بر پایهٔ نوع جام قهرمانی
| جام                   | تعداد قهرمانی | تعداد نایب قهرمانی |
| --------------------- | ------------- | ------------------ |
| لیگ قهرمانان اروپا    | ۲۹            | ۲۰                 |
| جام برندگان جام اروپا | ۱۲            | ۱۲                 |
| لیگ اروپا             | ۸             | ۱۷                 |